# Bouba-kiki-effekten

Denna bild används som ett test för att demonstrera att människor inte godtyckligt associerar ljud till former: amerikanska högskoleelever och talare av språket tamil i Indien kallade formen till vänster för "kiki" och formen till höger för "bouba".

Bouba/kiki-effekten är en icke godtycklig kartläggning mellan tal och ljud och den visuella formen på objekt. Effekten observerades för första gången av den tysk-amerikanske psykologen Wolfgang Köhler år 1929. I psykologiska experiment som först utfördes på ön Teneriffa (där det primära språket är spanska), visade Köhler bilder som liknar de som syns till höger. Han frågade deltagarna vilken form som kallades för "takete" och vilken som kallades för "baluba" ("maluma" i 1947 års version). Även om det inte uttryckligen angavs, antog Köhler att det fanns en stark preferens att associera den spetsiga formen med "takete" och den rundade formen med "baluba".